# جان ویک: بخش ۴
جان ویک: بخش ۴ (انگلیسی: John Wick: Chapter 4) فیلم اکشنِ دلهره‌آور و نئو-نوآر آمریکایی محصول سال ۲۰۲۳ به کارگردانی چاد استاهلسکی و نویسندگی شی هتن و مایکل فینچ است. این فیلم دنبالهٔ جان ویک: بخش ۳ – پارابلوم (۲۰۱۹) و چهارمین قسمت از مجموعه‌فیلم‌های جان ویک به‌شمار می‌رود. کیانو ریوز در نقش شخصیت اصلی، در کنار گروهی از بازیگران مکمل شامل دانی ین، بیل اسکاشگورد، لارنس فیشبرن، هیرویوکی سانادا، شامیر اندرسون، لنس ردیک (در یکی از آخرین نقش‌هایش)، رینا ساوایاما، اسکات ادکینز، کلنسی براون و ایان مک‌شین در آن نقش‌آفرینی می‌کنند.
ساخت چهارمین فیلم جان ویک پیش از اکران نسخهٔ قبلی آن به‌طور رسمی توسط لاینزگیت در مهٔ ۲۰۱۹ اعلام شد که بازگشت ریوز را نیز تأیید کرد. این نخستین فیلم در این فرنچایز است که توسط دریک کولستاد، خالق اصلی فرنچایز، نوشته نشده‌است، و برای اینکار هتن در مه ۲۰۲۰ و سپس فینچ در مارس ۲۰۲۱ استخدام شدند. تصویربرداری اصلی از ژوئن ۲۰۲۱ تا اکتبر در کشورهای فرانسه، آلمان و ژاپن و همچنین شهر نیویورک انجام شد.
جان ویک: بخش ۴ در ابتدا برای اکران در ۲۱ مه ۲۰۲۱ برنامه‌ریزی شده بود، اما به دلیل دنیاگیری کووید-۱۹ به تعویق افتاد. این فیلم افتتاحیهٔ خود را در ۶ مارس ۲۰۲۳ در اودئون میدان لستر در لندن داشت و سپس در ۲۴ مارس در ایالات متحده اکران شد. این فیلم نقدهای مثبتی از سوی منتقدان دریافت کرد و با بیش از ۴۳۲ میلیون دلار فروش در سراسر جهان، به نهمین فیلم پرفروش ۲۰۲۳ تبدیل شده‌است. فیلم پنجمی در دست توسعه است.

## طرح داستان
جان ویک که حالا پنهان از چشم‌های های‌تیبل در نیویورک زیر نظر شاه زاغی زندگی می‌کند، تصمیم می‌گیرد با حمله به سرچشمه قدرت، انتقام بگیرد. او به مراکش می‌رود و «الدِر» را، کسی که بالاتر از تمام اعضای های‌تیبل قرار دارد، می‌کشد. این اقدام، واکنش سریع و خشونت‌بار های‌تیبل را به‌دنبال دارد.
برای مقابله، آنها «مارکیز وینسنت دو گرامون»، چهره‌ای قدرتمند با اختیار کامل، را مأمور از بین بردن جان می‌کنند. مارکیز، به نیویورک می‌آید و «وینستون»، مدیر هتل کنتیننتال، را به‌خاطر ناکامی‌اش در کشتن جان مورد سرزنش قرار می‌دهد. او وینستون را از مقامش برکنار کرده، هتل را نابود می‌کند و «شارون»، دستیار وفادار وینستون، را جلوی چشمانش اعدام می‌کند.
مارکیز سپس «کِین» را وارد میدان می‌کند؛ آدمکشی نابینا و بازنشسته، که برای نجات دخترش، ناچار به پذیرش مأموریت قتل جان می‌شود. جان در این شرایط به هتل اوساکا پناه می‌برد؛ جایی که توسط دوست قدیمی‌اش، «شیمادزو کوجی» اداره می‌شود. با ورود نیروهای های‌تیبل و کین به هتل، درگیری سنگینی در می‌گیرد. دختر کوجی، آکیرا، مهمانان را تخلیه می‌کند، اما هتل «بی‌حرمت» شده و به صحنه نبرد تبدیل می‌شود. جان با چندین سرباز زره‌پوش می‌جنگد و در نهایت با کین روبه‌رو می‌شود. در میان درگیری، شکارچی جایزه‌ای به نام «آقای نوبادی» وارد ماجرا می‌شود اما جان را زنده رها می‌کند چون جایزه را کافی نمی‌بیند. پس از آن، کوجی که زخمی شده، به جان فرصت فرار می‌دهد و با کین مبارزه می‌کند. در نهایت، کین با اکراه او را می‌کشد ولی از کشتن آکیرا صرف‌نظر می‌کند.
جان به نیویورک برمی‌گردد و در کنار قبر شارون با وینستون دیدار می‌کند. وینستون پیشنهاد می‌دهد تا جان با توسل به یکی از قوانین قدیمی، مارکیز را به دوئل دعوت کند؛ راهی برای رهایی از سلطه‌ی های‌تیبل. اما برای این چالش، جان باید دوباره عضو یکی از خانواده‌های جنایتکار شود. او به برلین می‌رود تا به خاندان «روسکا رُما» بازگردد. خواهرش، «کاتیا»، شرط بازپذیرفته‌شدن او را قتل «کیلا»، یکی از افراد های‌تیبل که مسئول مرگ پدرشان است، قرار می‌دهد. جان در باشگاه شبانه‌ی کیلا گرفتار کمین می‌شود، اما با کمک کین و آقای نوبادی، موفق به کشتن او می‌شود.
پس از آن، وینستون به‌عنوان نماینده جان، چالش را به مارکیز اعلام می‌کند. شرط می‌گذارد که در صورت پیروزی، جان آزاد شود و وینستون به عنوان مدیر هتل بازگردد. در صورت شکست، جان و خود وینستون باید بمیرند.
در پاریس، تحت نظارت فردی بی‌طرف به نام «هاربینجر»، شرایط دوئل نهایی تعیین می‌شود: در سپیده‌دم، در برابر کلیسای «سکره کر»، با تپانچه. مارکیز، کین را به‌جای خود به دوئل می‌فرستد. همزمان، برای جلوگیری از رسیدن جان به محل دوئل، جایزه‌ای ۲۶ میلیون دلاری برای کشتن او تعیین می‌شود، که به‌زودی به ۴۰ میلیون می‌رسد. جان در مسیر، با موجی از قاتلان می‌جنگد و حتی جان سگ آقای نوبادی را از دست «چیدی»، دستیار مارکیز، نجات می‌دهد. همین باعث می‌شود نوبادی از تعقیب او منصرف شود.
در نهایت، با کمک کین، آقای نوبادی و سگش، جان به محل می‌رسد. در دوئل، جان و کین یکدیگر را مجروح می‌کنند. در راند سوم، کین به‌شدت جان را زخمی می‌کند. مارکیز که مشتاق پیروزی است، خودش را جای کین می‌گذارد تا تیر نهایی را شلیک کند. اما وینستون فاش می‌کند که جان هنوز تیر سومش را شلیک نکرده. جان بلافاصله با یک شلیک مرگبار، مارکیز را می‌کشد.
هاربینجر آزادی جان و کین (و دخترش) را اعلام می‌کند و وینستون را به عنوان مدیر جدید کنتیننتال بازمی‌گرداند. جان، با ذهنی درگیر و خسته، از میدان خارج می‌شود، گذشته‌اش را مرور می‌کند و پس از اندکی، زیر آسمان باز پاریس، از شدت جراحات از هوش می‌رود.
مدتی بعد، در نیویورک، وینستون و شاه زاغی در کنار سنگ‌قبر جان، که در کنار قبر هلن قرار دارد، با او وداع می‌کنند.
در صحنه پایانی، آکیرا که پدرش را از دست داده، در پاریس به‌سوی کین می‌رود... با چاقویی در دست.

## بازیگران
- کیانو ریوز در نقش جردانی جووانوویچ / جاناتان «جان» ویک، یک قاتل و آدمکش حرفه‌ای که به خاطر مجموعهٔ مهارت‌هایش شهرتی افسانه‌ای به دست آورده‌است و اکنون توسط «میز والا (High Table)» شکار می‌شود.[۷][۸]
- دانی ین در نقش کِین، یک قاتل نابینا از «میز والا (High Table)» و دوست قدیمی جان ویک.
- بیل اسکاشگورد در نقش مارکی وینسنت بیسِت د گرامونت، یکی از اعضای قدرتمند «میز والا (High Table)» که موقعیتش توسط جان ویک به چالش کشیده می‌شود.
- لارنس فیشبرن در نقش باوری کینگ، رئیس سابق جنایات زیرزمینی که توسط «میز والا (High Table)» رها شد و اکنون حامی جان ویک است.[۹]
- هیرویوکی سانادا در نقش شیمازو کوجی، مدیر هتل کانتیننتال در اوزاکا و دوست قدیمی جان ویک.[۱۰]
- شامیر اندرسن در نقش ردیاب / آقای هیچ‌کس، یک شکارچی که در تعقیب ویک است.
- لنس ردیک در نقش شارون، نگهبان هتل کانتیننتال در نیویورک.
- رینا ساوایاما در نقش آکیرا، نگهبان هتل اوساکا و دختر کوجی.[۱۱][۱۲]
- اسکات ادکینز در نقش کیلا، رئیس «میز والا (High Table)» در آلمان و فردی که یک دشمن مشترک با جان ویک دارد.[۱۳]
- کلنسی براون در نقش هاربینگر، عامل بلندپایهٔ‌های میز.[۱۴]
- ایان مک‌شین در نقش وینستون اسکات، مدیر هتل کانتیننتال در نیویورک و دوست جان ویک.[۱۵]

علاوه بر آن، ناتالیا تنا نقش کاتیا، خواهرخوانده جان ویک را به تصویر می‌کشد. مارکو زارور نقش چیدی، دست راست مارکی د گرامونت را به تصویر می‌کشد. جورج جورجیو در نقش یکی از افراد ارشد، یعنی «مرد بالای «میز والا (High Table)»» ظاهر می‌شود، که جایگزین سعید تغماوی از جان ویک: بخش ۳ – پارابلوم (۲۰۱۹) شده‌است. همچنین بریجیت مویناهان در نقش هلن، همسر فقید جان، ظاهر می‌شود.

## تولید

### توسعه
لاینزگیت در ۲۰ مه ۲۰۱۹، جان ویک: بخش ۴ را از طریق سرویس به‌روزرسانی متن خود اعلام کرد و نوشت: «شما خدمت کرده‌اید. در خدمت خواهید بود. جان ویک: بخش ۴ در راه است – ۲۱ مه ۲۰۲۱.»
پیش از اکران فیلم سوم، کارگردان چاد استاهلسکی در یک تاپیک «AMA» در ردیت تأیید کرد که بحث دربارهٔ فیلم دیگری شروع شده‌است و او در صورت موفقیت‌آمیز بودن سه دنباله، درگیر این پروژه خواهد شد. علی‌رغم این اعلامیه در آن زمان، هنوز حضور کیانو ریوز ستارهٔ فیلم تأیید نشده بود که آیا برای یک قسمت جدید بازخواهد گشت یا خیر؛ با این حال او به جی‌کیو گفت که این نقش را تا زمانی که تماشاگران بخواهند، ادامه خواهد داد و اظهار داشت که این نقش را «تا جایی که پاهایم می‌توانند مرا حمل کنند، و تا جایی که تماشاگران بخواهند» به پیش خواهد برد.
استاهلسکی بعداً در مصاحبه با ایندی‌وایر گفت که چهارمین فیلم جان ویک با یک پایان خوش به اتمام نمی‌رساند و به آن کنایه زد و گفت: «جان ممکن است از این همه چیز جانِ سالم به در برده باشد، اما پایان فیلم، پایان خوشی نیست. او جایی برای رفتن ندارد. راستش را بخواهید همین الان شما را به چالش می‌کشم، این یک سؤال از شماست: آن پایان لعنتی را چطور می‌خواهید؟ فکر می‌کنید او می‌خواهد به سمت غروب لعنتی برود؟ یعنی او ۳۰۰ نفر لعنتی را به قتل می‌رساند و بعد از آن، فقط می‌رود [از آنجا دور می‌شود]، و همه چیز در پایان خوب و خوش است؟ آیا او عاشق فرد مورد علاقه خود می‌شود؟ اگر شما این مرد لعنتی باشید، اگر این مرد واقعاً وجود داشته باشد، پس روز این مرد چگونه به پایان خواهد رسید؟ او تا آخر عمرش به لعنت سپرده شده‌است و مسئله فقط مسئله زمان است.» علاوه بر این، استاهلسکی در فیلم چهارم به سرنوشت وینستون کنایه زد و گفت: «او قصد داشت به جان شلیک کند. آیا وینستون قصد کشتن جان را داشت؟ این امر برای تفسیر باز است، شما می‌توانید آن را به یکی از دو روش انتخاب کنید.» استودیو تصمیم گرفت که از خالق مجموعه یعنی دریک کولستاد دور شود و به جای آن شی هتن را برای نویسندگی فیلمنامه در مه ۲۰۲۰ استخدام کرد. استاهلسکی در فوریه همان سال پس از تحت تأثیر قرار گرفتن از فیلم ریکی استاب و دن والسر، یعنی گاوچران مقاوم، این دو فرد را برای نوشتن فیلمنامه استخدام کرد. در مارس ۲۰۲۱، وظایف فیلمنامه‌نویسی به مایکل فینچ، فیلمنامه‌نویس غارتگران واگذار شد.
در ۱ مه ۲۰۲۰، ایندی‌وایر افشا کرد که فیلم چهارم به دلیل دنیاگیری کووید-۱۹ و تعهدات ریوز به رستاخیزهای ماتریکس، که قرار بود در همان تاریخ اصلی با جان ویک ۴ اکران شود، به تاریخ اکران مه ۲۰۲۲ به تعویق افتاده‌است. استاهلسکی گفت: «تنها چهار هفته از تولید ماتریکس ۴ گذشته بود که این اتفاق افتاد [تولید ماتریکس ۴ متوقف شد] او بیان داشت که «کیانو باید ابتدا تعهدات خود را نسبت به ماتریکس به پایان برساند. سپس باید وارد حالت آماده‌سازی شویم و بعد از آن تولید را شروع می‌کنیم؛ بنابراین [در مورد] تاریخ انتشار … هیچ‌کسی در حال حاضر نمی‌داند.»
زمانی که فیلم چهارم اعلام شد، ریوز گزارش داد که دوره آموزشی خود را برای جان ویک ۴ و رستاخیزهای ماتریکس آغاز کرده‌است.

### پیش‌تولید
در اوایل اوت ۲۰۲۰، جون فلتیمر، مدیر عامل لاینزگیت، طی تماسی برای کسب درآمد گفت: «ما همچنین مشغول آماده‌سازی فیلمنامه‌هایی برای دو قسمت بعدی مجموعه اکشن جان ویک هستیم، و جان ویک ۴ قرار است در آخر هفتهٔ روز یادبود سال ۲۰۲۲ روی پرده سینماها برود. ما امیدواریم زمانی که کیانو در اوایل سال آینده در دسترس قرار گیرد، جان ویک ۴ و ۵ را پشت سر هم فیلمبرداری کنیم».
در ماه مه ۲۰۲۱، اعلام شد که رینا ساوایاما نخستین نقش فیلم بلند خود را در قسمت چهارم جان ویک خواهد داشت. او به دلیل نقش خود برای شخصی که بتواند حرکات رقص انجام دهد انتخاب شد، و استاهلسکی موزیک ویدیوهای او را برای ترانه‌های «ایکس اس» و «دوست بد» که به ترتیب دارای رقص و مبارزه هستند، را دیده بود. ماه بعد، لارنس فیشبرن، هیرویوکی سانادا، دانی ین، بیل اسکاشگورد، شامیر اندرسون، و اسکات ادکینز برای این فیلم انتخاب شدند. در ابتدا از سانادا خواسته شد که نقش زیرو را در بخش ۳ به تصویر بکشد، اما او در آن زمان به دلیل حضور در انتقام‌جویان: پایان بازی از آن فیلم فاصله گرفت. در ژوئیه ۲۰۲۱ تأیید شد که لنس ردیک دوباره نقش خود را به عنوان شارون بازی می‌کند، و ایان مک‌شین نیز تأیید شد که دوباره در نقش وینستون بازی می‌کند. کلنسی براون نیز در اوت همان سال به بازیگران پیوست.

### فیلمبرداری
تصویربرداری اصلی در ۲۸ ژوئن ۲۰۲۱ با بودجه ۱۰۰ میلیون دلاری آغاز شد و در کشورهای فرانسه، آلمان و ژاپن و همچنین شهر نیویورک انجام پذیرفت. فیلمبرداری در ۲۷ اکتبر به پایان رسید.

### پس‌تولید
استاهلسکی نسخه‌ای طولانی‌تر از جان ویک فصل ۴ را توصیف کرد که ۲۲۵ دقیقه طول می‌کشد، به این دلیل که جهان‌سازی گسترده شخصیتِ عنوان آن و معرفی شخصیت‌های جدید باعث افزایش زمان نمایش آن‌ها شده بود. تدوینگر فیلم، نیتن اورلوف، برش‌های مهم‌تری را انجام داد و مدت زمان فیلم را به ۱۶۹ دقیقه رساند.

### موسیقی
تایلر بیتس و جوئل جی ریچارد پس از انجام این کار برای سه فیلم قبلی، برای ساخت موسیقی متن فیلم بازگشتند. آلبوم موسیقی متن توسط لیک‌شور انترتینمنت در ۲۴ مارس ۲۰۲۳ منتشر شد.موسیقی Even Now از آلبوم Hyperion که یکی از آثار مایک لوی (به انگلیسی: Mike Lévy (تلفظ فرانسوی: [majk levi]؛که به‌طور حرفه‌ای با نام گیزافلشتاین (به انگلیسی: Gesaffelstein) (تلفظ آلمانی: [ɡəˈzafl̩ʃtaɪ̯n]) شناخته می‌شوداست در این فیلم استفاده شده است.

## انتشار
جان ویک: بخش ۴ در ۲۴ مارس ۲۰۲۳ منتشر شد. لاینزگیت رسماً فیلم را در هفته افتتاحیه بخش ۳ برای تاریخ اکران ۲۱ مه ۲۰۲۱ اعلام کرده بود. تاریخ اکران این فیلم به دلیل دنیاگیری کووید-۱۹ به ۲۷ مه ۲۰۲۲ و سپس به ۲۴ مارس ۲۰۲۳ به تعویق افتاد، که بعداً تا حدی برای جلوگیری از اکران در برابر تاپ گان: ماوریک برنامه‌ریزی شد. این فیلم نمایش افتتاحیه خود را در ۶ مارس ۲۰۲۳ در اودئون میدان لستر در لندن داشت.علاوه بر آن یک نمایش ویژه از این فیلم در ۱۳ مارس ۲۰۲۳ در جشنواره جنوب از جنوب غربی انجام شد.

## بازخورد

### فروش گیشه
تا ۲۱ مهٔ ۲۰۲۳، جان ویک: بخش ۴ در ایالات متحده و کانادا ۱۸۵٫۹ میلیون دلار، و در سایر مناطق ۲۴۳ میلیون دلار فروش داشته‌است که در مجموع به فروش جهانی ۴۲۸٫۹ میلیون دلار دست یافته‌است.
در ایالات متحده و کانادا پیش‌بینی شده بود که جان ویک: بخش ۴ در آخر هفته افتتاحیه خود از ۳٬۸۵۵ سینما ۶۵ تا ۷۰ میلیون دلار فروش داشته باشد. این فیلم در نخستین روز اکران ۲۹٫۴ میلیون دلار، شامل ۸٫۹ میلیون دلار از پیش نمایش‌های پنجشنبه‌شب به‌دست‌آورد که هر دو بهترین برای این مجموعه‌فیلم هستند. فیلم برای نخستین بار به ۷۳٫۸ میلیون دلار رسید و در صدر گیشه قرار گرفت و به این ترتیب بهترین آخر هفتهٔ افتتاحیه این مجموعه‌فیلم را به خود اختصاص داد. این همچنین بهترین آخر هفته افتتاحیه برای یک فیلم لاینزگیت و برای هر فیلمی با «درجه R» از زمان شروع دنیاگیری کووید-۱۹ در مارس ۲۰۲۰ بوده‌است.این دومین آخر هفته افتتاحیه سال ۲۰۲۳ پس از مرد مورچه‌ای و زنبورک: شیدایی کوانتومی بود. این فیلم در آخر هفته دوم خود ۲۸٫۳ میلیون دلار (کاهش ۶۱٫۶ درصد) به دست آورد و پس از فیلم تازه‌وارد سیاه‌چال‌ها و اژدهایان: افتخار در میان دزدان در جایگاه دوم قرار گرفت. در سومین آخر هفته‌اش، فیلم ۱۴٫۶ میلیون دلار فروش داشت، و دوباره در جایگاه دوم قرار گرفت، این بار پس از فیلم برادران سوپر ماریو.

### پاسخ انتقادی
در وبگاه جمع‌آوری نقد راتن تومیتوز، ٪۹۴ از ۳۴۰ بررسی منتقدان مثبت است، و میانگینِ امتیاز آن ۸٫۲/۱۰ است. اجماع این وبگاه چنین می‌نویسد: «جان ویک: قسمت ۴ انباشته از همه‌چیز است—و حاکی از آن است که وقتی صحبت از کیانو ریوزِ خوش‌تیپ می‌شود که دشمنان خود را به سبک مرگبار باله‌ای سلاخی می‌کند، هرگز نمی‌توان در آن زیاده‌روی کرد.» این فیلم در متاکریتیک که از میانگین وزنی استفاده می‌کند، بر اساس نظر ۵۸ منتقدین امتیاز ۷۸ از ۱۰۰ را کسب کرده که نشان‌گر «نقدهای عموماً مطلوب» است. تماشاگران شرکت‌کننده در نظرسنجی سینماسکور به فیلم نمره متوسط «A» را در مقیاس «A+» تا «F» دادند که بهترین از این مجموعه‌فیلم است، در حالی که آن‌هایی در نظرسنجی پست‌ترک شرکت کردند ۹۳٪ امتیاز مثبت به آن دادند و ۸۲٪ گفتند که قطعاً آن را توصیه می‌کنند.

## آینده
در اوت ۲۰۲۰، جون فلتیمر، مدیر عامل لاینزگیت تأیید کرد که پنجمین فیلم در کنار جان ویک: بخش ۴ در حال ساخت است. در حالی که در ابتدا قرار بود پشت سر هم با قسمت چهارم ساخته شوند، در مارس ۲۰۲۱ لاینزگیت تصمیم گرفت تولید را به تأخیر بیندازد و ابتدا با بخش ۴ پیش برود. کیانو ریوز گفته‌است که تا زمانی که فیلم‌ها موفق باشند به ساخت دنباله‌ها ادامه خواهد داد. ریوز و ایان مک‌شین نقش‌های مربوطه خود را در نقش جان ویک و وینستون اسکات در فیلم اسپین‌آف بالرین با بازی آنا د آرماس در نقش رونی براون، یک بالرین آدم‌کش (به جای یونیتی فیلان از بخش سوم) بازی خواهند کرد. در مه ۲۰۲۳، تأیید شد که لاینزگیت در حال ساخت پنجمین فیلم جان ویک است.